# Gonomyia (Leiponeura) flavidapex
Gonomyia (Leiponeura) flavidapex is een tweevleugelige uit de familie steltmuggen (Limoniidae). De soort komt voor in het Australaziatisch gebied.